# Thông trắng Đài Loan
Thông trắng Đài Loan (danh pháp hai phần: Pinus morrisonicola) là loài thông chỉ có ở Đài Loan. Loài này được Hayata miêu tả khoa học đầu tiên năm 1908.

## Mô tả
Cây thân gỗ cao tới 30 m; đường kính thân cây tới 1,2 m; vỏ màu xám sẫm, có thể tróc ra; tán lá hình nón; năm đầu tiên ra các cành con màu nâu đỏ, ban đầu có lông tơ màu hơi vàng, sau không lông; các chồi mùa đông màu nâu nhạt, hình trứng và không có nhựa. Các lá kim mọc thành chùm 5 lá, tiết diện hình tam giác, dài 4–9 cm, rộng 0,6–1 mm, bó mạch 1, ống nhựa 2. Các nón hạt mọc thành cụm 3 hay 4 nón ở đáy các cành con, có cuống dài 0,5–1 cm, kích thước dài 7–11 cm, rộng 5–7 cm. Vảy kích thước dài 3-3,5 cm, rộng 1,5–2 cm. Hạt kích thước 8-10 × 5–6 mm; cánh màu nâu nhạt kích thước 1,5–2 cm × 5–8 mm.
Gỗ dùng trong xây dựng và đồ gỗ nội thất.
Khu vực sinh sống: Các sườn núi ở độ cao 300-2.300 m.

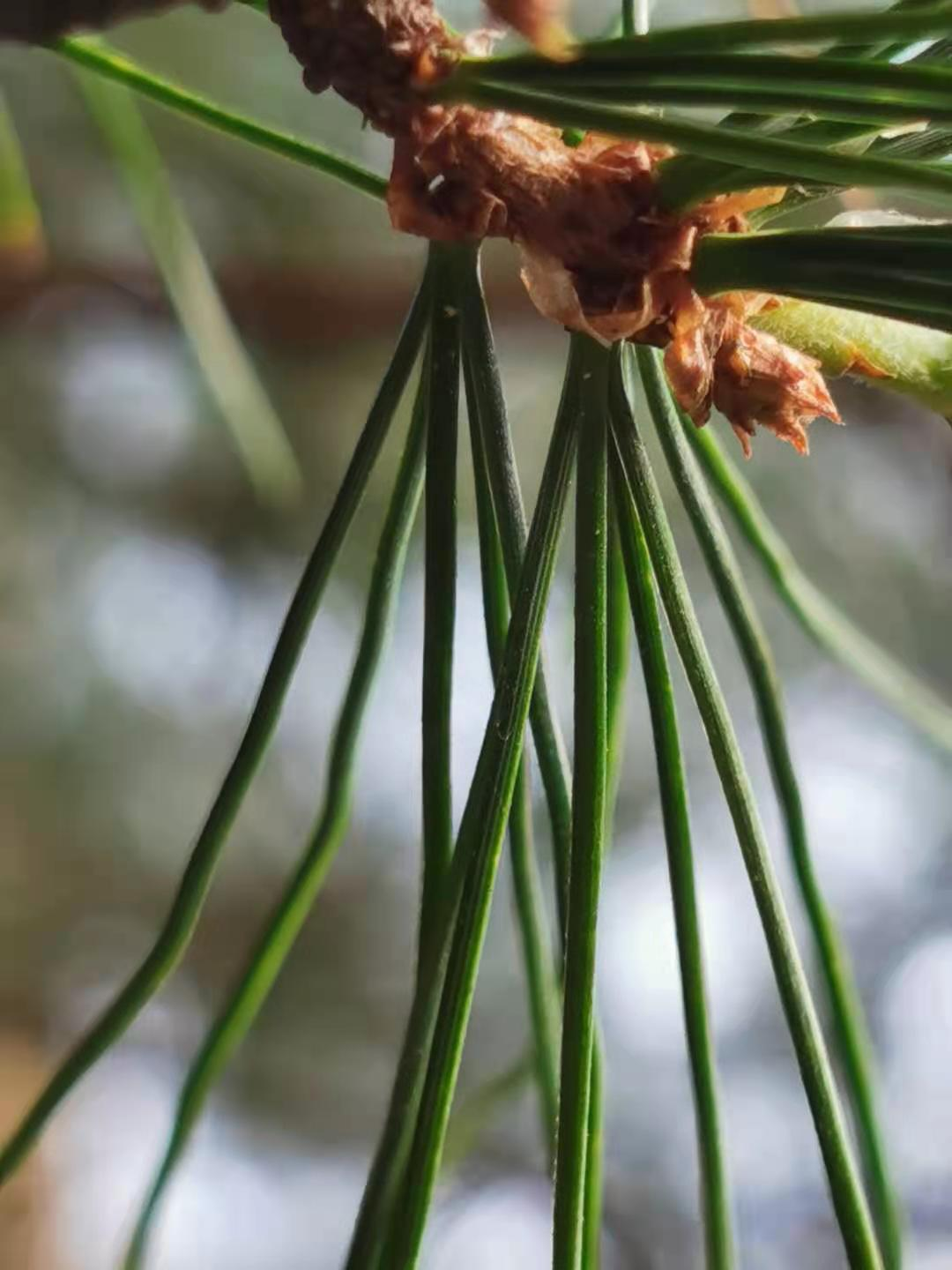
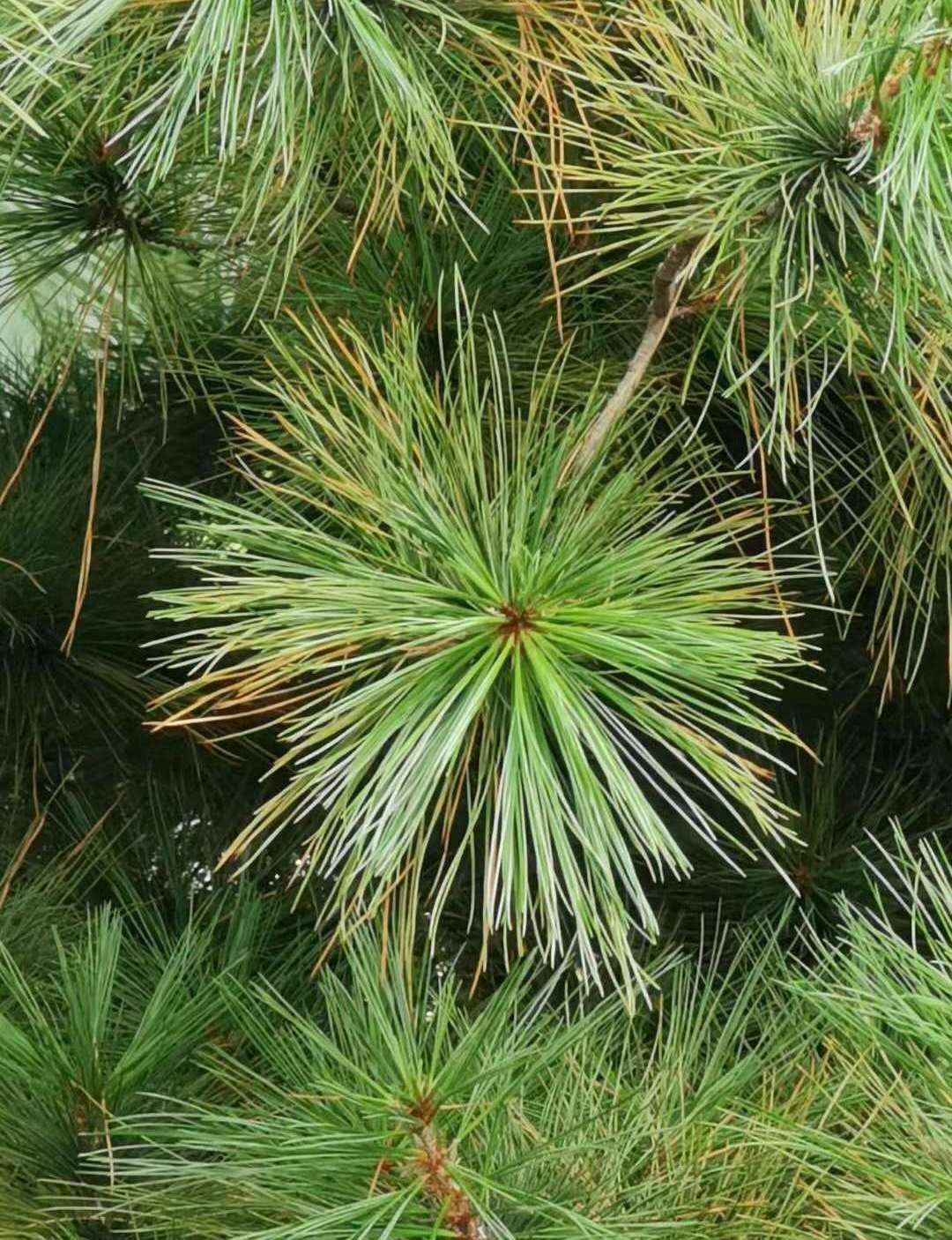
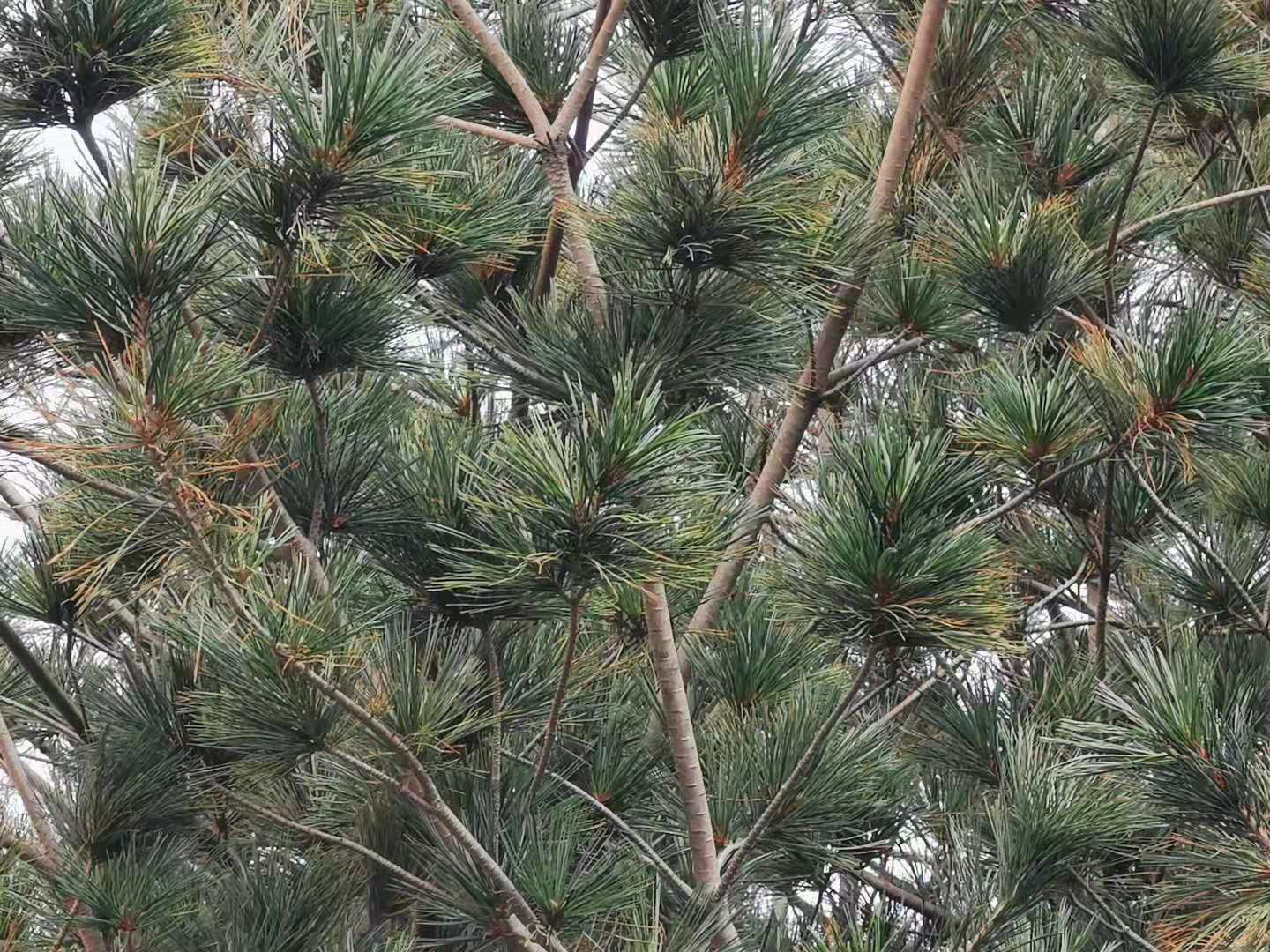
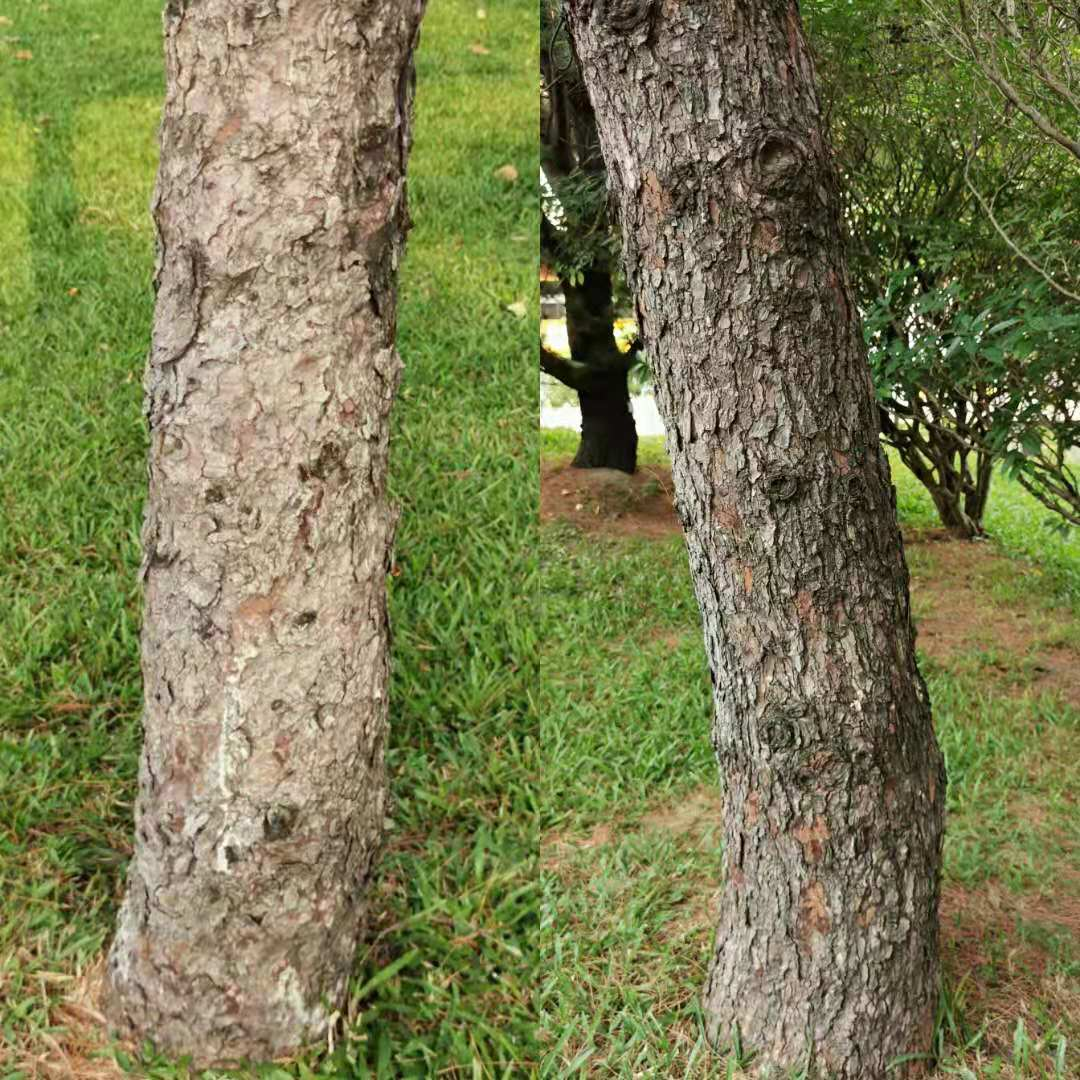